# Bohemia (jaskinia)
Bohemia – ósma pod względem głębokości jaskinia Nowej Zelandii. Znajduje się w północnej części Wyspy Południowej, w krasowym rejonie góry Mount Owen.
Jaskinia została odkryta w 1990 przez członków czeskiego klubu speleologicznego Alberice. Przy długości wynoszącej 11 230 m, Bohemia jest 8. pod względem długości jaskinią w Nowej Zelandii. Jej górne wejście położone jest na wysokości 1432 m n.p.m. Licząc od tego punktu, jaskinia liczy 713 m głębokości. Jeden z pokoi jaskini, Dream of Alberice Cavers, ma wymiary 80 na 650 m i złożony jest głównie z aragonitu z domieszką hydromagnezytu.